# Sushil Koirala
Sushil Koirala (ur. 12 sierpnia 1939 w Biratnagar, zm. 9 lutego 2016 w Katmandu) – nepalski polityk, przewodniczący Kongresu Nepalskiego i premier Nepalu. 
Koirala został wybrany na premiera Nepalu przez parlament w dniu 10 lutego 2014 roku. 10 października 2015 zrezygnował z pełnienia funkcji, a zastąpił go Khadga Prasad Sharma Oli. Koirala wstąpił do partii w 1954 roku i pełnił w niej różne stanowiska zanim został wybrany jej prezesem w 2010 roku. W czerwcu 2014 zdiagnozowano u niego raka płuc. Zmarł 9 lutego 2016.
Był kawalerem.
Jego ciało poddano kremacji, a 10 lutego 2016 ceremonia pogrzebowa zaczęła się z procesją w stolicy Katmandu.